# La fiebre del oro (película de 1998)
La fiebre del oro es una película de 1998 dirigida por John Power.

## Argumento
Cuando se descubre oro en Alaska en 1898, Ficcly, una mecanógrafa de Nueva York, decide lanzarse a la aventura junto con un grupo de hombres que, igual que ella, viajan a la Tierra Prometida para hacerse ricos. Desafiando las convenciones desu tiempo, gracias a su tesón y confianza en el progreso, esta mujer emprendedora se convertirá en una buscadora de oro, rica y famosa.
- Datos: Q3400515